# Панін Ігор Миколайович
Ігор Миколайович Панін — каскадер, член Всесвітньої Академії Трюку (США), Віце-президент Федерації історичного фехтування Росії, Президент Федерації екстремальних видів спорту, Віце-президент Міжнародної Академії Трюку, керівник Об'єднання каскадерів «Майстер».

## Біографія
Творець та ідейний натхненник об'єднання і школи каскадерів «Майстер», тренер школи каскадерів з автотрюку. Має 27 років трюкового стажу.
Відомий російський каскадер, майстер спорту з мотокросу, постановник трюків.
З 2004 року є членом Всесвітньої Академії Трюку (США). Лауреат премії «Таурус» (The Taurus World Stunt Awards 2004) в номінації «Найкращий іноземний фільм».
Член ради з військово-патріотичного виховання молоді Російського Оргкомітету «Перемога» під головуванням В.В Путіна, член ради з молоді Уряду Москви, Президент Федерації екстремальних видів спорту, Віце-президент Міжнародної Академії Трюку (Росія), Віце-президент Федерації історичного фехтування Росії, Творець і ідейний натхненник спеціалізованої школи каскадерів «Майстер», Творець історико-культурного комплексу «Сетуньский Стан» бази Об'єднання каскадерів «Майстер», Керівник Російського об'єднання каскадерів, Кавалер ордена  «За заслуги перед вітчизною» II ступеня. Автор багатьох теле-, кіно- і шоу проектів.

## Творчість

### Автор,режисер— постановник проектів
The «PROMETHEUS» GLOBAL STUNT AWARDS (I—XI Московський Міжнародний Фестиваль трюкового Мистецтва і Кіно «Прометей»)

 I—X Міжнародний Турнір-фестиваль з історичного фехтування «Меч Росії»
Stunt world show «FIREANGELS MOTOR»
I—V Московський Міжнародний Фестиваль трюкового кіно «Прометей»

 Телевізійний серіал «Майстри Ризику»
Документальний фільм «Стрибок у безодню»

 К / Ф «Мисливці за скарбами» (Росія — США) — співавтор сценарію
Серія документальних фільмів «Найкращі каскадери Світу»

 «Російські екстремальні ігри»
Московський Відкритий Фестиваль Молодіжного Кіно «Відображення»
Документальний фільм «Меч Росії»
«Автомарафон Світу»
Фестиваль «Автотрюк»
Трюкова автомобільна програма «Автородео»
Трюкова програма «Гладіатори 21 століття»
Міжнародний фестиваль паркуру «Free Move Games» 10.07.2011
Вистава «Небезпечні пригоди зеленого троля в Хімкинскому лісі» [1]
Працює постановником трюків з 1991 року. За цей час взяв участь у зйомках понад 50 художніх фільмів, 15 серіалів, 20 музичних кліпів, більше 150 телевізійних проектів і передач.
Action-director телепроєктів: «Трюкачі» (телеканал ОРТ), «Fear Factor» (Фактор Страху) (телеканал НТВ)
«Золотий Орел» (Премія Національної академії кіномистецтва)
«Інше життя» (ТНТ) та ін.
Член Ради з військово-патріотичного виховання молоді Російського Оргкомітету «Перемога» під головуванням В. В. Путіна, член Ради з молоді Уряду Москви, творець Спеціалізованої школи каскадерів «Майстер» (діє з 1993 року), творець історико-культурного комплексу «Сетуньский Стан» бази Об'єднання каскадерів «Майстер», Керівник Російського Об'єднання каскадерів.
Майстер спорту СРСР з мотокросу.

### Фільмографія
- «Кармен»
- «Аварія — дочка міліціонера»
- «ДМБ» «Я винен — 2»
- «Каменська-2»
- «Гладіатрікс»
- «Сищик з поганим характером»,
- «Громадянин начальник»
- «Чотири таксисти і собака»
- «Стрибок у безодню»
- «Вулиці розбитих ліхтарів»
- «ДМБ-2»
- «Далекобійники»
- «День народження Буржуя»
- «Московська жара»
- «Мисливці за скарбами»

### Телепрограми
«Влуч у кадр», «Трюкачі», «Fear Factor» (Фактор Страху), «Історії в деталях», «Деталі», «Пори», «Без комплексів», «Сінеманія», «Добрий ранок», «Море позитиву», «Москва. Інструкція по застосуванню». «Камуфляж», «Новини 24», «Настрій», «Наші в місті», «Особистий час», «Зоряна розвідка», а також численні інформаційні програми.

### Постановник и учасник шоу-програм
Фестиваль каскадерів «Прометей», Чемпіонат Росії з історичного фехтування «Меч Росії», «Автомарафон Світу», «Love — парад», а також учасник проведення «Всесвітніх Юнацьких ігор», Святкування 850-річчя м. Москви Дня Російського Прапора у Кремлі, «Байк-шоу»; заходів спортивно-трюкової спрямованості: «Гонки на виживання», «Автородео», Чемпіонатів з вело-тріалу, історичного фехтування.

## Нагороди
- Медаль ордена «За заслуги перед Вітчизною» II ступеня (1999) [2].